# Villabon
Villabon település Franciaországban, Cher megyében. Lakosainak száma 563 fő (2022. január 1.). Villabon Brécy, Étréchy, Farges-en-Septaine, Gron és Baugy (Cher) községekkel határos.

## Népesség
A település népessége az elmúlt években az alábbi módon változott:
| Lakosok száma | 480  | 462  | 521  | 534  | 561  | 566  | 577  | 581  | 575  | 563  |
|               | 1968 | 1982 | 1990 | 2006 | 2013 | 2015 | 2017 | 2019 | 2020 | 2022 |